# Guerville (Sena Marítim)
Guerville és un municipi francès situat al departament del Sena Marítim i a la regió de Normandia. L'any 2007 tenia 438 habitants.

## Demografia

### Població
El 2007 la població de fet de Guerville era de 438 persones. Hi havia 169 famílies de les quals 38 eren unipersonals (19 homes vivint sols i 19 dones vivint soles), 46 parelles sense fills, 73 parelles amb fills i 12 famílies monoparentals amb fills.
La població ha evolucionat segons el següent gràfic:
Habitants censats

### Habitatges
El 2007 hi havia 196 habitatges, 173 eren l'habitatge principal de la família, 17 eren segones residències i 6 estaven desocupats. Tots els 192 habitatges eren cases. Dels 173 habitatges principals, 141 estaven ocupats pels seus propietaris, 26 estaven llogats i ocupats pels llogaters i 6 estaven cedits a títol gratuït; 7 tenien dues cambres, 32 en tenien tres, 54 en tenien quatre i 81 en tenien cinc o més. 155 habitatges disposaven pel capbaix d'una plaça de pàrquing. A 72 habitatges hi havia un automòbil i a 82 n'hi havia dos o més.

### Piràmide de població
La piràmide de població per edats i sexe el 2009 era:
| Homes | Edats   | Dones |
| ----- | ------- | ----- |
| 0     | 95 o +  | 0     |
| 0     | 90 a 94 | 4     |
| 0     | 85 a 89 | 4     |
| 4     | 80 a 84 | 4     |
| 0     | 75 a 79 | 16    |
| 8     | 70 a 74 | 12    |
| 20    | 65 a 69 | 8     |
| 8     | 60 a 64 | 20    |
| 8     | 55 a 59 | 8     |
| 20    | 50 a 54 | 16    |
| 40    | 45 a 49 | 12    |
| 12    | 40 a 44 | 40    |
| 12    | 35 a 39 | 4     |
| 4     | 30 a 34 | 8     |
| 0     | 25 a 29 | 4     |
| 8     | 20 a 24 | 4     |
| 24    | 15 a 19 | 16    |
| 4     | 10 a 14 | 12    |
| 4     | 5 a 9   | 8     |
| 8     | 0 a 4   | 0     |

## Economia
El 2007 la població en edat de treballar era de 271 persones, 205 eren actives i 66 eren inactives. De les 205 persones actives 187 estaven ocupades (105 homes i 82 dones) i 19 estaven aturades (7 homes i 12 dones). De les 66 persones inactives 33 estaven jubilades, 14 estaven estudiant i 19 estaven classificades com a «altres inactius».

### Ingressos
El 2009 a Guerville hi havia 181 unitats fiscals que integraven 458 persones, la mediana anual d'ingressos fiscals per persona era de 16.843 €.

### Activitats econòmiques
Dels 13 establiments que hi havia el 2007, 1 era d'una empresa extractiva, 3 d'empreses de fabricació d'altres productes industrials, 2 d'empreses de comerç i reparació d'automòbils, 1 d'una empresa de transport i 6 d'empreses de serveis.
L'únic establiment comercial que hi havia el 2009 era una botiga de menys de 120 m².
L'any 2000 a Guerville hi havia 15 explotacions agrícoles que ocupaven un total de 630 hectàrees.

## Equipaments sanitaris i escolars
El 2009 hi havia una escola elemental integrada dins d'un grup escolar amb les comunes properes formant una escola dispersa.

## Poblacions més properes
El següent diagrama mostra les poblacions més properes.